# Joaquim Calado

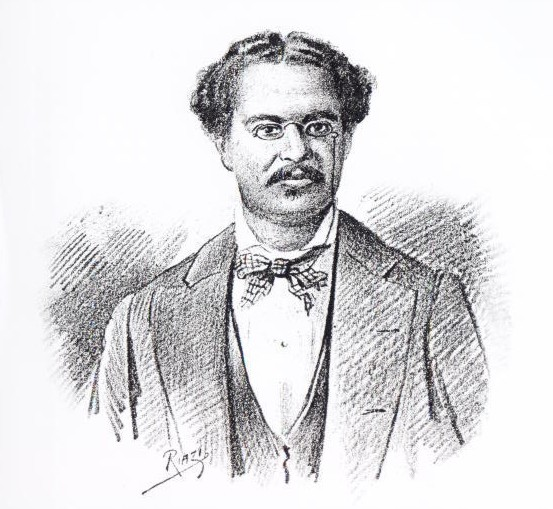
Joaquim Calado

Joaquim Calado (* 11. Juli 1848 in Rio de Janeiro; † 20. März 1880 ebenda), eigentlich Joaquim Antônio da Silva Calado war ein brasilianischer Flötist und Komponist. (Sein Nachname ist auch in der Schreibweise Callado zu finden.) Er gilt als Begründer des Choro und war einer der bekanntesten Musiker des imperialen Brasiliens zu Zeiten des Herrschers Dom Pedro II.

## Leben
Joaquim Calado gilt als Vater des Choro in Brasilien. Er begann im Alter von 8 Jahren Querflöte und Klavier zu lernen, wahrscheinlich unter Anleitung seines Vaters, der selbst aktiver Musiker und Musiklehrer war. Schon in jungen Jahren spielte er auf Tanzveranstaltungen. Mit 15 Jahren komponierte er das Stück Querosene, das ein Erfolg wurde, vier Jahre später folgte Carnaval. Er wurde zu einem Virtuosen auf der Querflöte und komponierte viele Lundus, Modinhas, Polkas, Quadrillen und Walzer. Seine Komposition Flor amorosa gehört zum Standardrepertoire vieler Flötisten aus dem Bereich des Choro. Sein Verdienst war es, traditionelle europäische Musik mit afrikanischer Rhythmik zu verbinden und somit einen eigenen nationalen brasilianischen Musikstil zu erschaffen. Seine eigene Gruppe wurde bekannt unter dem Namen O Choro de Calado, bestehend aus einer Querflöte, zwei Gitarren und einem Cavaquinho. Alle Musiker seiner Gruppe hatten die Möglichkeit, über das harmonische Gerüst der Stücke zu improvisieren, eine typische Charakteristik des Choro. Joaquim Calado war ein Freund und Förderer für viele Musiker, unter anderem seinen Schüler, den Flötisten Viriato Figueira und die Pianistin Chiquinha Gonzaga.

## Werkauswahl
- Adelaide
- Ai, que gozos
- Aurora
- A dengosa
- A desejada
- A sedutora
- As cinco deusas
- As flores do coração
- Capricho característico
- Caprichosa
- Carnaval de 1867
- Celeste
- Choro
- Como é bom
- Como é bom o que é bom!
- Conceição
- Consoladora
- Cruzes, minha prima!
- Ermelinda
- Ernestina
- Família Meyer
- Fantasia para flauta
- Flor amorosa (mit Catulo da Paixão Cearense)
- Florinda
- Hermenêutica
- Honorata
- Íman
- Improviso
- Isabel
- Laudelina
- Lembrança do cais da Glória
- Linguagem do coração
- Lírio fanado
- Lundu característico
- Manuela
- Manuelita
- Maria
- Maria Carlota
- Mariquinhas
- Mimosa
- Não digo
- Uma noite de folia
- Olhos de Ana
- O regresso de Chico Trigueira
- O que é bom, é bom!
- Pagodeira
- Perigosa
- Perigoso
- Polca em dó maior
- Polucena
- Puladora
- Quem tocar, toca sempre
- Querida por todos
- Querosene
- Rosinha
- Salomé
- Saturnina
- Saudades do cais da Glória
- Saudades de Inhaúma
- Saudosa
- Sete de novembro
- Sousinha
- Suspiro
- Suspiros de uma donzela
- Último suspiro
- União comercial
- Valsa
- Vinte e um de agosto
- Vinte e um de junho